# Julie Andrews
Dama Julia Elizabeth Andrews DBE (rojena Wells; bolje poznana kot Julie Andrews), angleška filmska, televizijska in gledališka igralka, pevka, režiserka ter pisateljica, * 1. oktober 1935, Walton-on-Thames, Surrey, Anglija, Združeno kraljestvo.
Za svoje delo je prejela nagrade oskar, zlati globus, emmy, grammy, BAFTA, People's Choice Award, Theatre World Award in Screen Actors Guild Award. Julie Andrews je v Veliki Britaniji pela in igrala že v otroštvu, na Broadwayju pa se je prvič pojavila leta 1954, in sicer v muzikalu The Boy Friend, kasneje pa je zaslovela z drugimi gledališkimi igrami, kot so My Fair Lady in Camelot ter z glasbenimi filmi, kot so Mary Poppins (1964), za katerega je prejela oskarja v kategoriji za »najboljšo glavno igralko«, in Moje pesmi, moje sanje (1965): vlogi, po katerih je najbolj znana še danes. V operaciji leta 1997 se je kasneje poškodoval njen glas.
Julie Andrews je pozneje obnovila svojo filmsko kariero v 2000. letih, ko je zaigrala v družinskih filmih, kot so Princeskin dnevnik, njegovo nadaljevanje Princeskin dnevnik 2: Kraljevska zaroka (2004), animiranih filmih iz serije Shrek (2004–2010) in Jaz, baraba (2010). Leta 2003 je po dolgem času zopet uspela na Broadwayju, tokrat kot režiserka, s ponovno izvedbo muzikala The Boy Friend, ki so ga predvajali v gledališču Bay Street v Sag Harborju, New York, kasneje pa tudi v operni hiši Goodspeed v East Haddamu, Connecticut leta 2005.
Julie Andrews je tudi pisateljica otroških knjig in leta 2008 je objavila svojo avtobiografijo, Home: A Memoir of My Early Years.

## Zgodnje življenje
Julie Andrews se je kot Julia Elizabeth Wells rodila v Walton-on-Thamesu, Surrey, Anglija, Združeno kraljestvo. Njena mama, Barbara Ward Wells (rojena Morris), je bila v tistem času sicer poročena z Edwardom Charlesom »Tedom« Wellsom, učiteljem del s kovinami in lesom, vendar naj bi bila Julie Andrews plod afere njene mame z nekim družinskim prijateljem.
Ob začetku 2. svetovne vojne sta se Barbara in Ted Wells razšla. Ted Wells je kot asistent delal z otroki, ki so jih evakuirali v Surrey ob Blitzu, medtem ko se je Barbara pridružila Tedu Andrewsu pri prostovoljnem zabavanju vojakov združenja Entertainments National Service Association (ENSA). Barbara in Ted Wells sta se malo za tem ločila. Oba sta se kasneje ponovno poročila: Barbara s Tedom Andrewsom leta 1939, Ted pa z bivšo frizerko, ki je takrat delala v delovni stružnici vojne tovarne v Hinchley Woodu, Surrey, kjer sta bila zaposlena oba.
Julie Andrews, ki je takrat še vedno nosila ime Julia Wells, je nekaj časa živela s Tedom Wellsom in svojim bratom Johnom v Surreyju. Okrog leta 1940 jo je Ted Wells poslal živet skupaj z mamo in očimom, ki, kot je menil starejši Wells, bi bila sposobna bolje razvijati talent za nastopanje njegove hčere. V svoji avtobiografiji Home: A Memoir of My Early Years, izdani leta 2008, Julie Andrews pove, da je nekaj časa svojega očima, Teda Andrewsa, nazivala z »stric Ted«, kasneje pa je njena mama dejala, da bi bilo primernejše, če bi ga klicala »Pop«, medtem ko je njen oče zanjo ostajal »oči« ali »očka«. Julie ta sprememba ni bila všeč.
Družina Andrews je bila »zelo revna in živeli smo v slabi, revni četrti Londona«, Julie Andrews pa dodaja: »To je bil zelo temen čas v mojem življenju.« V svoji avtobiografiji leta 2008 je napisala tudi, da je bil njen očim alkoholik. Ted Andrews je, ko je bil pijan, dvakrat skušal svojo pastorko spraviti v posteljo, zaradi česar je Julie na vrata svoje sobe namestila ključavnico. Po začetku njene gledališke kariere sta se Barbara in Ted Andrews izboljšala, zaradi česar so se lahko preselili v boljšo četrt, najprej v Beckenham in kasneje, ob koncu vojne, nazaj v rojstno mesto Julie Andrews, Walton-on-Thames. Družina Andrews je prebivala zraven motela, imenovanega »The Old Meuse«, kjer je njena babica po mamini strani po naključju služila kot sobarica.
Očim Julie Andrews je sponzoriral njene učne ure, najprej na neodvisni šoli za poučevanje umetnosti v Londonu, imenovani Cone-Ripman School, kasneje pa s slavno koncertno sopranistko in učiteljico petja, madam Lilian Stiles-Allen. »Zelo je vplivala name,« je o Lilian Stiles-Allen povedala Julie Andrews. »Bila je moja tretja mati - imela sem več mam in očetov, kot kdorkoli drug na svetu.« V svoji avtobiografiji, Julie Andrews - My Star Pupil, je Lilian Stiles-Allen napisala: »Razpon, natančnost in intonacija Juliejinega glasu me je osupnila … lastila si je redek dar absolutnega posluha« (čeprav je Julie Andrews v svoji biografiji iz leta 2008, Home: A Memoir of My Early Years, to zanikala). Julie Andrews je kasneje povedala: »Madam je bila prepričana, da zmorem prepevati Mozarta in Rossinija, vendar, če sem odkrita, mi to nikoli ni zares uspelo.« O svojem glasu je dejala: »Imela sem zelo čist, bel, suhcen glas z razponom štirih oktav - psi so se zbirali okoli mene.« Po šolanju na šoli Cone-Ripman School, je Julie Andrews nadaljevala z akademskim izobraževanjem na šoli Woodbrook School, šoli blizu Beckenhama.

## Začetek kariere v Veliki Britaniji
Julie Andrews je dve leti, začenši leta 1945, spontano nastopala na negrajenem odru skupaj s svojimi starši. »Potem je prišel dan, ko sem morala popoldne v posteljo, saj mi je bilo z mamico in Popom dovoljeno peti šele zvečer,« je razložila. Da je dosegla mikrofon, je morala med petjem stati na zabojih za pivo. Včasih je pela samostojno, včasih pa v duetu z očimom, medtem ko ju je njena mama spremljala s klavirjem. »Moralo je izgledati grozno, a vse se je dobro izšlo.«
Julie Andrews je zaslovela, ko jo je njen očim predstavil Valu Parnellu, katerega podjetje Moss Empires je nadziralo najuglednejše dogodke v Londonu. Julie Andrews je prvič samostojno poklicno nastopila v London Hippodromeu, kjer je pela težko arijo »Je Suis Titania« iz opere Mignon kot del ponovne uprizoritve muzikala, imenovanega Starlight Roof, 22. oktobra leta 1947. Tam je igrala še eno leto. Ob muzikalu Starlight Roof je Julie Andrews kasneje povedala: »Tam je bila ta čudovita ameriška oseba in komedijant, Wally Boag, ki je delal živali iz balonov. Vsakič je rekel: 'Je med občinstvom kakšna majhna deklica ali deček, ki bi si želel tole?' In jaz sem stekla na oder in rekla: 'Jaz si želim tega!' In potem je klepetal z mano in me prosil, naj mu kaj zapojem … Bila sem tako srečna, da bi lahko zamrznila celotno prireditev. Mislim, občinstvo je ponorelo.«
1. novembra 1948 je Julie Andrews postala najmlajša samostojna nastopajoča oseba, kar jih je kdaj nastopilo na prireditvi Royal Command Variety Performance v London Palladiumu, kjer so poleg nje nastopili tudi Danny Kaye, Nicholas Brothers in humoristična skupina Georgea in Berta Bernarda za člane družine kralja Jurija VI.
Julie Andrews je skupaj s svojimi starši pričela nastopati na radiju in televiziji. Na televiziji naj bi se prvič pojavila, ko je nastopila v BBC-jevi oddaji RadiOlympia Showtime 8. oktobra leta 1949. V Veliki Britaniji je uživala v veliki slavi, ko je nastopila v BBC-jevi humoristični televizijski seriji Educating Archie; članica igralske zasedbe te serije je bila med letoma 1950 in 1952.
Julie Andrews se je pojavila tudi v gledališču West End Theatre v London Casino, kjer je eno leto igrala princeso Badroulbadour v muzikalu Aladin in eno leto jajce v gledališki igri Humpty Dumpty. Pojavila se je tudi v gledališčih drugod po Veliki Britaniji, kjer je igrala v gledaliških igrah, kot sta Jakec in čarobni fižolček ter Rdeča kapica, imela pa je tudi glavno vlogo v igri Pepelka.
Leta 1950 so štirinajstletno Julie Andrews prosili, da bi pela na zabavi družinske prijateljice, Katherine Novak, kjer je ugotovila, da Ted Wells ni njen biološki oče.

## Začetek kariere v Združenih državah Amerike
30. septembra 1954, na večer njenega 19. rojstnega dne, se je Julie Andrews prvič pojavila na Broadwayju, in sicer kot »Polly Browne« v že prej zelo uspešnem londonskem muzikalu The Boy Friend. Kritikom se je zdelo, da izmed vseh nastopajočih najbolj izstopa ona. Ko se ji je pogodba za nastopanje v gledališki igri The Boy Friend že skoraj iztekla, so Julie Andrews povabili na avdicijo za glavno vlogo v igri My Fair Lady na Broadwayju. Vlogo je tudi dobila. V novembru leta 1955 je Julie Andrews podpisala pogodbo, v kateri se je zavezala, da bo igrala skupaj z Bingom Crosbyjem v svojem prvem televizijskem filmu, High Tor.
Julie Andrews je odšla na avdicijo za vlogo v muzikalu Richarda Rodgersa, Pipe Dream. Čeprav jo je Richard Rodgers želel v glavni vlogi muzikala Pipe Dream, ji je svetoval, naj raje prevzame vlogo v muzikalu Fredericka Loewea in Alana Jayja Lernerja, My Fair Lady, če ji jo bodo ponudili. Leta 1956 je kot Eliza Doolittle začela igrati v muzikalu My Fair Lady. Rodgersa so njeni talenti, prikazani ob izvajanju gledališke igre My Fair Lady, tako navdušili, da ji je ponudil igranje v televizijskem muzikalu podjetja Rodgers and Hammerstein, Pepelka. Muzikal Pepelka se je prvič predvajal v živo na CBS-ju 31. marca 1957, režiral ga je Alfredo Antonini in ogledalo si ga je 107 milijonov gledalcev.
Julie Andrews se je 10. maja 1959 v Weybridgeu, Surrey poročila z oblikovalcem ozadja Tonyjem Waltonom. Par se je spoznal leta 1947 v gledališču London Casino, kjer je ona nastopala v gledališki igri Humpty Dumpty. 14. novembra 1967 je par vložil zahtevo za ločitev.
Med letoma 1958 in 1962 se je Julie Andrews pojavila v oddajah, kot so CBS-jeva The Fabulous Fifties in NBC-jeva The Broadway of Lerner & Loewe. Poleg tega je gostovala v oddaji The Ed Sullivan Show in se pojavila v oddajah The Dinah Shore Chevy Show, What's My Line?, The Jack Benny Program, The Bell Telephone Hour in The Garry Moore Show. Junija 1962 je zaigrala v oddaji Julie and Carol at Carnegie Hall, CBS-jevi specijalki z Carol Burnett.
Leta 1960 sta jo Lerner in Loewe zopet izbrala za upodobitev kraljice Guinevere v njunem muzikalu Camelot z Richardom Burtonom in novincem Robertom Gouletom. Kakorkoli že, vodja filmskega studia, Jack Warner, se je odločil, da nima dovolj prepoznavnega imena, da bi lahko igrala v filmski različici igre My Fair Lady; Elizo je namesto nje upodobila uveljavljena filmska igralka Audrey Hepburn. Kot se spominja Jack Warner, je bila ta odločitev lahka: »V mojem poslu moram vedeti, kdo privabi ljudi in njihov denar v naše žepe. Audrey Hepburn nikoli ni posnela finančno neuspešnega filma.«

## Vrh kariere
Julie Andrews se je skupaj s svojim možem septembra 1962 napotila nazaj v Veliko Britanijo, kjer sta nameravala pričakati rojstvo njunega prvega otroka. Deklica po imenu Emma Katherine Walton se je rodila v Londonu dva meseca kasneje. Družina se je leta 1963 preselila nazaj v Združene države Amerike, kjer je Julie Andrews pričela delati na glavni vlogi v Disneyjevem glasbenem filmu Mary Poppins. Walt Disney je opazil njen nastop v gledališki igri Camelot, zaradi česar je menil, da bi bila Julie Andrews popolna za vlogo britanske varuške, ki je »praktično popolna v vsakem pomenu besede!« Julie Andrews naj bi na začetku zavrnila vlogo, vendar je Walt Disney vztrajal ter ji povedal: »Počakali vas bomo.«
Za svoj nastop v filmu Mary Poppins je bila Julie Andrews leta 1965 nagrajena z oskarjem v kategoriji za »najboljšo glavno igralko« in zlatim globusom v kategoriji za »najboljšo igralko - Glasbeni film ali komedija«. Skupaj s svojimi soigralci iz filma je istega leta prejela grammyja v kategoriji za »najboljše delo za otroke«. Zahvalni govor ob prejemu zlatega globusa je Julie Andrews za »sladko maščevanje«, kot je povedal tekstopisec pesmi iz filma Mary Poppins, Richard M. Sherman, zaključila z besedami: »In, nazadnje, zahvalila bi se rada tudi moškemu, ki je ustvaril ta film in ki je vse to naredil mogoče, g. Jacku Warnerju.« Jack Warner je namreč namesto nje za igranje Elize Doolittle v filmu My Fair Lady izbral Audrey Hepburn, saj naj bi imela veliko bolj prepoznavno ime, vendar je nazadnje Julie Andrews s filmom Mary Poppins požela več uspeha, kot Hepburnova s filmom My Fair Lady.
Leta 1964 je poleg Jamesa Garnerja zaigrala v filmu Amerikanizacija Emily, kar naj bi bil njen najljubši film. Leta 1966 je prejela svoj drugi zlati globus v kategoriji za »najboljšo igralko - Glasbeni film ali komedija«, leto prej pa je bila nominirana za oskarja v kategoriji za »najboljšo glavno igralko«, oboje za vlogo Marie von Trapp v filmu 20th Century Fox, Moje pesmi, moje sanje. Film je postal najuspešnejši film podjetja 20th Century Fox vseh časov.
Potem, ko je končala s snemanjem filma Moje pesmi, moje sanje, je Julie Andrews gostovala v oddaji The Andy Williams Show, s čimer si je pridružila nominacijo za emmyja. Nato je začela z lastno, barvno televizijsko serijo, imenovano The Julie Andrews Show, ki je nagrado emmy tudi prejela. V oddaji so se kot gostje med drugim pojavili tudi Gene Kelly in člani glasbene skupine The New Christy Minstrels. Oddaja se je začela predvajati na NBC-ju novembra 1965.
Leta 1966 je Julie Andrews poleg Paula Newmana zaigrala v Hitchcockovem trilerju Raztrgana zavesa, ki je nastal v sodelovanju s podjetjem Universal. Ob koncu leta 1967 je zaigrala v televizijskem filmu Pepelka, največjem Broadwayskem muzikalu tistega časa, My Fair Lady, najbolje prodajanem filmu tistega leta, Havaji ter v najuspešnejšem filmu podjetja Universal, Povsem moderna Millie. Z originalno zasedbo gledališke igre My Fair Lady je posnela tudi soundtrack s pesmimi iz muzikala.

## Sredina kariere
Julie Andrews, ki se je pojavila v filmih Star! (1968), biografskem filmu Gertrude Lawrence, in Vohunka Darling Lili (1970), v katerem je poleg nje igral tudi Rock Hudson, režiral pa ga je njen bodoči drugi mož, Blake Edwards (poročila sta se leta 1969, ko so film že posneli). V intervjuju s parom, objavljenim v letu 1982, je Blake Edwards dejal, da je, preden je spoznal Julie Andrews, veliko časa preživel s prijatelji. Povedal je tudi, da je po njegovem uspehu njegova žena uspela zaradi podobe »vedno nasmejane guvernante« iz filma Moje pesmi, moje sanje. Par je ostal poročen še enainštirideset let, vse do njegove smrti leta 2010. V sedemdesetih je Julie Andrews posnela samo dva filma, in sicer The Tamarind Seed ter 10.
V sedemdesetih sta Julie Andrews in Blake Edwards posvojila dve hčeri: Amy leta 1974 in Joanno leta 1975. Otroka Blakea Edwardsa iz prejšnjega zakona, Jennifer in Geoffrey, sta bila 3 in 5 let starejša od Emme, hčere Julie Andrews s Tonyjem Waltonom.
Julie Andrews je nadaljevala s svojim delom na televiziji. Leta 1969 se je poleg pevca Harryja Belafontea pojavila v NBC-TV-jevi specijalki, An Evening with Julie Andrews and Harry Belafonte. Leta 1971 se je kot gost pojavila na odprtju parka Walt Disney World, še istega leta pa je skupaj s Carol Burnett za CBS pričela snemati oddajo Julie and Carol At Lincoln Center.
V letih 1972 in 1973 je na kanalu ABC pričela z lastno komično televizijsko serijo, The Julie Andrews Hour. Oddaja je prejela sedem emmyjev, vendar so jo kljub temu po eni sezoni ukinili. Med letoma 1973 in 1975 je nadaljevala s sodelovanjem s kanalom ABC, za katerega je posnela še pet komičnih oddaj. Leta 1977 je gostovala v oddaji The Muppet Show, z Muppetovimi pa je ponovno sodelovala, ko so posneli CBS-jevo oddajo Julie Andrews: One Step Into Spring, ki je izšla marca leta 1978. Februarja 1980 je začela s CBS-jevo posebno oddajo Because We Care, karere namen je bil zbrati denar za žrtve lakote v Kambodži.
Leta 1981 se je pojavila v filmu S.O.B., kjer je igrala Sally Miles, lik, ki se strinja, da se bo na snemanju filma »pojavila zgoraj brez«. To je bil prvi film Julie Andrews, v katerem se je pojavila gola, veliko pozornosti pa je kasneje pritegnila, ko se je šalila glede svoje neomadeževane podobe.
Leta 1983 je Julie Andrews gledališka združba univerze Harvard podelila nagrado Hasty Pudding Award v kategoriji za »žensko leta«. Vlogi Victorie Grant in grofa Victorja Grezhinskija v filmu Victor Victoria sta ji leta 1983 prislužil zlati globus v kategoriji za »najboljšo igralko - Filmski muzikal ali komedija«, leta 1982 pa nominacijo za oskarja v kategoriji za »najboljšo igralko«, kar je bila njena tretja nominacija za oskarja.
Decembra 1987 je Julie Andrews zaigrala v posebni božični ABC-jevi televizijski seriji Julie Andrews: The Sound Of Christmas, ki je prejela pet emmyjev. Dve leti kasneje je že tretjič sodelovala z Carol Burnett za ABC-jevo komično televizijsko serijo, ki je izšla decembra 1989.
Leta 1991 se je prvič pojavila v televizijski drami, ABC-jevem televizijskem filmu Our Sons, v katerem je poleg nje igrala tudi Ann-Margret.
Poleti leta 1992 je zaigrala v svoji prvi situacijski komediji, Julie, ki je izšla na ABC-ju, v njej pa je poleg nje igral tudi James Farentino. Decembra 1992 je gostila NBC-jevo praznično specijalko Christmas In Washington.
Leta 1993 je zaigrala v ameriški premieri gledališke igre Stephena Sondheima, Putting It Together na gledališču Manhattan Theatre Club, ki so jo izvajali omejen čas. Med letoma 1994 in 1995 je posnela dva samostojna albuma - prvega je pohvalil Richard Rodgers, drugi pa je pritegnil pozornost Alana Jayja Lernerja. Leta 1995 je igrala v gledališki verziji filmskega muzikala Victor/Victoria. To je bila njena prva Broadwayska gledališka igra po petintridesetih letih. Predstava se je prvič začela izvajati 25. oktobra 1995 v gledališču Marquis Theatre, kasneje pa so jo uprizarjali povsod po svetu. Ko je bila edina izmed igralske zasedbe, nominirana za nagrado Tony, je nagrado zavrnila, saj je dejala, da je ne more sprejeti, saj naj bi ostale člane igralske zasedbe ignorirali.
Julie Andrews je leta 1997 morala prenehati z igranjem v tej Broadwayski predstavi še pred koncem, saj je imela težave z glasom. Nazadnje so ji morali z operacijo odstraniti nerakave mandlje, zaradi česar pa ni mogla več peti. Leta 1999 je vložila tožbo zaradi malomarnosti proti zdravnikom v bolnišnici Mount Sinai Hospital v New Yorku, v kateri je izpostavila dr. Scotta Kesslerja in dr. Jeffreyja Libina, ki sta izvedla njeno operacijo na grlu. Na začetku sta ji zdravnika namreč zagotovila, da bo glas ostal nepoškodovan in da se ji bo popravil v šestih tednih, vendar je njena pastorka, Jennifer Edwards, leta 1999 dejala, da sta od operacije minili »že dve leti, a se [njen pevski glas] ni vrnil.« Tožbo so pričeli obravnavati septembra leta 2000.
Čeprav je izgubila svoj pevski glas, je Julie Andrews ostajala zaposlena z mnogimi projekti. Leta 1998 se je pojavila v gledališki igri Dr. Dolittle, izvajani v Londonu. Kot je pisalo na njeni spletni strani, je nastopala z glasom polinezijskega papagaja in »posnela okoli 700 stavkov ter pesmi, ki so jih vstavili v računalniški čip, tega pa nato v kljun mehaničnega ptiča. Pesem je imenovana 'Talk To The Animals', polinezijski papagaj pa celo poje.«
Naslednje leto je Julie Andrews sodelovala z Jamesom Garnerjem na CBS-jevem televizijskem filmu, One Special Night, ki se je premierno predvajal novembra leta 1999.
Na novoletnem seznamu »dosežkov v prejšnjem tisočletju« je Julie Andrews prejela naziv »dame poveljnice« (DBE) Reda britanskega imperija zaradi svojih igralskih dosežkov. Pojavila se je tudi na devetinpetdesetem seznamu »100 največjih Britancev« v letu 2002, ki ga je sponzoriral BBC, mesto pa ji je dodelila izbrana publika.
Leta 2001 je Julie Andrews prejela nagrado Kennedy Center Honors Award. Istega leta je ponovno sodelovala s soigralcem iz filma Moje pesmi, moje sanje, Christopherjem Plummerjem, saj sta zaigrala v televizijskem filmu Na zlatem jezeru (upodobitev istoimenske igre iz leta 1979).

## Oživitev kariere
Leta 2001 se je Julie Andrews pojavila v filmu Princeskin dnevnik, kar je bil njen prvi Disneyjev film od leta 1964, ko je igrala v filmu Mary Poppins. Odigrala je vlogo kraljice Clarisse Marie Renaldi, ki jo je upodobila tudi v nadaljevanju filma, Princeskin dnevnik 2: Kraljevska zaroka (2004). V filmu Princeskin dnevnik 2: Kraljevska zaroka je Julie Andrews prvič po operaciji na grlu zopet pela. Pesem »Your Crowning Glory« so posneli z omejenim številom uporabljenih oktav, saj je Julie Andrews ob operaciji izgubila svoj obširen razpon glasu. Nadzornica za glasbo v filmu, Dawn Soler, je dejala, da je Julie Andrews »pesem že na začetku obvladala. Ko sem pogledala navzdol, sem opazila, da so imeli vsi člani igralske zasedbe solzne oči.«
Julie Andrews je nadaljevala s svojim sodelovanjem z Disneyjem, saj je leta 2003 posnela še dva televizijska filma, ki sta temeljila na seriji knjig Eloise Kayja Thompsona in so govorila o otroku, ki živi v hotelu Plaza v New Yorkju. Film Eloise in Plaza se je premierno predvajal v aprilu 2003, film Eloise in božič pa novembra tistega leta. Istega leta je prvič režirala gledališko igro, in sicer ponovno izvedbo muzikala The Boy Friend, v katerem je leta 1954 prvič zaigrala na Broadwayju. Igro so izvajali v gledališču Bay Street Theatre v Sag Harborju, New York. Igra je vključevala nekaj kostumov in scen iz ozadij, ki jih je oblikoval njen bivši mož, Tony Walton, ki je v tistem času, do leta 2005, ponovno montiral scene za operno hišo Goodspeed. Leta 2006 je sodeloval pri izvedbi gledališke igre povsod drugod po svetu.
Med letoma 2005 in 2006 je Julie Andrews delovala kot uradna ambasadorka ob Disneylandovi osemnajstmesečni petdeseti obletnici, predstavljeni kot kampanja »Happiest Homecoming on Earth«. Da bi promovirala praznovanje je potovala po svetu, snemala razne pripovedi in se pojavljala na raznih prireditvah v parku.
Leta 2004 je posodila glas kraljici Lillian v animiranem filmu Shrek 2 (2004), ki je iztržil veliko denarja. Z vlogo je nadaljevala tudi v nadaljevanjih filma, Shrek Tretji (2007) in Shrek za vedno (2010). Kasneje, leta 2007, je pripovedovala zgodbo v filmu  Začarana, Disneyjevi glasbeni komediji, v katerem so se norčevali iz klasičnih Disneyjevih komedij, kot je na primer film Mary Poppins.
Januarja 2007 je Julie Andrews prejela nagrado za življenjske dosežke na podelitvi nagrad Screen Actors Guild Award, kjer so ji hkrati predlagali, da bi še naprej režirala gledališke igre in tudi producirala lastne Broadwayske muzikale. 1. aprila 2008 je objavila knjigo Home: A Memoir of My Early Years, ki jo je označila za »prvi del« svoje avtobiografije. Knjiga Home je opisovala njeno mladost v Veliki Britaniji, ki jo je spremljala glasba, konča pa se v letu 1962, ko je dobila vlogo Mary Poppins. Za posnetek Walta Disneyja, ki je izšel leta 2004, je ponovno upodobila Mary Poppins in pripovedovala zgodbo The Cat That Looked at a King.
V juliju in avgustu 2008 je vodila oddajo Julie Andrews' The Gift of Music, ki je prikazovala kratko potovanje po Združenih državah Amerike, kjer je zapela več pesmi Rodgersa in Hammersteina ter promovirala svojo v tistem času izdano knjigo, Simeon's Gift. To so bili njeni prvi pevski nastopi v javnosti po ducatu let zaradi neuspele operacije na grlu.
8. maja 2009 je Julie Andrews prejela nagrado George and Ira Gershwin Award za življenjske dosežke v glasbi na pevskem tekmovanju UCLA Spring Sing v paviljonu Pauley Pavilion. V zahvalnem govoru je povedala: »Naprej z Bruinsi. Premagajte SC … Band, zaigrajte nekaj za vsako izmed teh zmag.«

## 2010 - danes
Julie Andrews je v januarju 2010 že drugič zapored postala uradna ameriška predstavnica na novoletnem koncertu na Dunaju. Julie Andrews je imela tudi stransko vlogo v filmu Zobna vila, ki je s strani kritikov ob izidu v glavnem prejemal negativne ocene, vendar je zaslužil veliko denarja. Na promocijski turneji za film je govorila tudi za film Operacija ZDA in sodelovala pri oglasu za pomoč žrtvam potresa na Haitiju 2010.
8. maja leta 2010 se je Julie Andrews po enaindvajsetih letih odsotnosti zopet zaigrala v Londonu (nazadnje je tam nastopala za božič leta 1989 na koncertu v Royal Festival Hall). Nastopila je v areni O2 Arena, kjer je sodelovala s filharmoniskim orkestrom ter manj znanim kvintetom. Že pred tem se je pojavljala na britanski televiziji (15. decembra 2009 in ob drugih priložnostih), vendar je dejala, da govorice o tem, da bo spet pela, niso resnične. Kot je povedala, bo besedila pesmi v muzikalih samo govorila. Kakorkoli že, na koncertu je vseeno izvedla dva samostojna nastopa, več duetov in več nastopov z zborom. Čeprav je večerni nastop 20.000 oboževalcev sprejelo pozitivno, slednji ni prepričal kritikov.
18. maja 2010 je izšla triindvajseta knjiga Julie Andrews, ki jo je napisala v sodelovanju s svojo hčerko Emmo. Junija 2010 je knjiga, naslovljena kot The Very Fairy Princess, dosegla prvo mesto na lestvici najbolje prodajanih knjig za otroke po podatkih revije New York Times.
21. maja 2010 je izšel njen film, Shrek za vedno; v njem je Julie Andrews ponovno upodobila lik »kraljice«.
9. julija tistega leta je izšel animirani film Jaz, baraba, v katerem je kot Marlena, zlobna mama glavnega lika (Gru, glas mu je posodil Steve Carell), igrala tudi ona. Film je s strani filmskih kritikov v glavnem prejemal povprečne ocene, a je iztržil veliko.
28. oktobra 2010 je Julie Andrews skupaj z igralci, ki so upodobili družino Von Trapp v filmu Moje pesmi, moje sanje pojavila v oddaji  Oprah, da bi proslavili petinštirideseto obletnico od izida filma. Nekaj dni kasneje so objavili njeno štiriindvajseto knjigo, Little Bo in Italy.
15. decembra 2010 je njen mož, Blake Edwards, pri oseminosemdesetih letih umrl zaradi komplikacij pri pljučnici. Ko je umrl, je bila Julie Andrews ob njem.
22. decembra so oznanili, da bo Julie Andrews na 53. podelitvi nagrad grammy leta 2011 prejela nagrado v kategoriji za »življenjske dosežke«.

## Filmografija
| Leto | Naslov                                  | Vloga                          | Opombe |
| ---- | --------------------------------------- | ------------------------------ | --- |
| 1949 | La Rosa di Bagdad                       | Princesa Zeila                 | Glas v angleški verziji, izdani leta 1967 |
| 1964 | Mary Poppins                            | Mary Poppins                   | Oskar za najboljšo igralko Nagrada BAFTA za najbolj obljubljajočega novinca Grammy za najboljše delo za otroke Laurel Award za glasbeni nastop, ženski Zlati globus za najboljšo igralko – Filmski muzikal ali komedija |
| 1964 | Amerikanizacija Emily                   | Emily Barham                   | Nominirana - Nagrada BAFTA za najboljšo britansko igralko |
| 1965 | Salzburg Sight and Sound                | Ona                            | Kratki film |
| 1965 | Moje pesmi, moje sanje                  | Maria von Trapp                | Zlati globus za najboljšo igralko – Filmski muzikal ali komedija Laurel Award za glasbeni nastop, ženski Nominirana - Nagrada BAFTA za najboljšo britansko igralko Nominirana — Oskar za najboljšo igralko              |
| 1966 | Raztrgana zavesa                        | Dr. Sarah Louise Sherman       | |
| 1966 | Havaji                                  | Jerusha Bromley                | |
| 1967 | Think Twentieth                         | Ona                            | Kratki film |
| 1967 | Predvsem moderna Millie                 | Millie Dillmount               | Laurel Award za ženski komični nastop Nominirana — Zlati globus za najboljšo igralko – Filmski muzikal ali komedija |
| 1968 | Star!                                   | Gertrude Lawrence              | Nominirana — Zlati globus za najboljšo igralko – Filmski muzikal ali komedija |
| 1970 | Vohunka Darling Lili                    | Lili Smith (Schmidt)           | Nominirana — Zlati globus za najboljšo igralko – Filmski muzikal ali komedija |
| 1971 | The Moviemakers                         | Ona (nedokončano)              | Kratki film |
| 1972 | Julie                                   | Ona                            | Dokumentarec |
| 1974 | The Tamarind Seed                       | Judith Farrow                  | |
| 1979 | 10                                      | Samantha Taylor                | Nominirana — Zlati globus za najboljšo igralko – Filmski muzikal ali komedija |
| 1980 | Little Miss Marker                      | Amanda                         | |
| 1981 | S.O.B.                                  | Sally Miles                    | |
| 1982 | Victor Victoria                         | Victor/Victoria                | Zlati globus za najboljšo igralko – Filmski muzikal ali komedija Nominirana — Oskar za najboljšo igralko |
| 1982 | Po sledi Rožnatega panterja             | Očarljiva ženska (nedokončano) | |
| 1983 | Mož, ki je ljubil ženske                | Marianna                       | |
| 1986 | To je življenje!                        | Gillian Fairchild              | Nominirana — Zlati globus za najboljšo igralko – Filmski muzikal ali komedija |
| 1986 | Duet for One                            | Stephanie Anderson             | Nominirana — Zlati globus za najboljšo igralko – Filmska drama |
| 1991 | A Fine Romance                          | Ga. Pamela Piquet              | Cin cin – Ameriški naslov |
| 2000 | Relative Values                         | Felicity Marshwood             | |
| 2001 | Princeskin dnevnik                      | Kraljica Clarisse Renaldi      | |
| 2002 | Brezpogojna ljubezen                    | Ona (nedokončano)              | Nastopala z: Getting to Know You |
| 2004 | Shrek 2                                 | Kraljica Lillian               | Glas |
| 2004 | Princeskin dnevnik 2: Kraljevska zaroka | Kraljica Clarisse Renaldi      | |
| 2007 | Shrek tretji                            | Kraljica Lillian               | Glas |
| 2007 | Začarana                                | Pripovedovalka                 | Glas |
| 2010 | Zobna vila                              | Lily                           | |
| 2010 | Shrek za vedno                          | Kraljica Lillian               | Glas |
| 2010 | Jaz, baraba                             | Grujeva mama (Marlena)         | Glas |
| 2011 | Začarana 2                              | Pripovedovalka                 | Glas |

| Leto      | Naslov                                                   | Vloga              | Opombe |
| --------- | -------------------------------------------------------- | ------------------ | --- |
| 1956      | Ford Star Jubilee                                        | Lise               | Priredba igre High Tor                                                                                          |
| 1957      | Pepelka Rodgersa in Hammersteina                         | Pepelka            | Originalno predvajano v živo, 31. marca Emmy za najboljšo igralko v določenem nastopu - Glavna ali stranska     |
| 1959      | The Gentle Flame Hansa Christiana Andersena              | Trissa             | BBC, predvajano 25. decembra                                                                                    |
| 1962      | Julie and Carol at Carnegie Hall                         | Ona                | |
| 1965      | The Julie Andrews Show                                   | Gostiteljica       | |
| 1969      | A World in Music                                         | Ona                | »An Evening with Julie Andrews and Harry Belafonte«                                                             |
| 1971      | Julie and Carol at Lincoln Center                        | Ona                | Nominirana - Emmy za izstopajoči samostojni program - Glasba - Popularna glasba                                 |
| 1972–1973 | The Julie Andrews Hour                                   | Gostiteljica       | Emmy za izstopajočo glasbeno serijo Nominirana - Zlati globus za izstopajočo filmsko igralko - Muzikal/komedija |
| 1973      | Julie on Sesame Street                                   | Ona                | |
| 1974      | Julie and Dick at Covent Garden                          | Ona                | |
| 1974      | Julie and Jackie: How Sweet It Is                        | Ona                | |
| 1975      | Julie: My Favorite Things                                | Ona                | |
| 1978      | Julie Andrews: One Step Into Spring                      | Ona – gostiteljica | |
| 1987      | Julie Andrews: The Sound of Christmas                    | Ona                | |
| 1989      | Julie & Carol: Together Again                            | Ona                | |
| 1990      | Julie Andrews in Concert                                 | Ona                | |
| 1991      | Our Sons                                                 | Audrey Grant       | Alias Too Little, Too Late                                                                                      |
| 1992      | Julie                                                    | Julie Carlisle     | Serija je bila po 3 mesecih ukinjena                                                                            |
| 1993      | Sound of Orchestra                                       |                    | |
| 1999      | One Special Night                                        | Catherine          | |
| 2001      | Na zlatem jezeru                                         | Ethel Thayer       | |
| 2003      | Eloise in Plaza                                          | Varuška            | |
| 2003      | Eloise in božič                                          | Varuška            | Nominirana - Emmy za najboljšo stransko igralko v miniseriji ali filmu                                          |
| 2009      | Večji nastopi: »Iz Dunaja: Praznovanje novega leta 2009« | Herself            | Pripovedovalka / gostiteljica, nasledila Walterja Cronkitea                                                     |
| 2010      | Todos contra Juan                                        | Ona                | Argenzinska televizijska situacijska komedija                                                                   |

## Gledališče
| Leto | Naslov              | Vloga              | Opombe                                                                           |
| ---- | ------------------- | ------------------ | -------------------------------------------------------------------------------- |
| 1954 | The Boy Friend      | Polly Brown        | Theatre World Award za izstopajoči Broadwayski prvenec                           |
| 1956 | My Fair Lady        | Eliza Doolittle    | Nominirana — Nagrada Tony za najboljšo igralko v muzikalu                        |
| 1961 | Camelot             | Kraljica Guinevere | Nominirana — Nagrada Tony za najboljšo igralko v muzikalu                        |
| 1993 | Putting It Together | Amy                |                                                                                  |
| 1995 | Victor/Victoria     | Victor/Victoria    | Nominirana — Nagrada Tony za najboljšo igralko v muzikalu (nominacija zavrnjena) |

## Nagrade in nominacije
| Leto        | Nagrada                            | Kategorija                                                            | Osvojila? | Delo |
| ----------- | ---------------------------------- | --------------------------------------------------------------------- | --------- | --- |
| 1955        | Theatre World Award                | Izstopajoči Broadwayski prvenec                                       | Da        | The Boy Friend                                                                                               |
| 1957        | Tony                               | Najboljša igralka v muzikalu                                          | Ne        | My Fair Lady                                                                                                 |
| 1957        | Emmy                               | Najboljša igralka v določenem nastopu – Glavna ali stranska           | Ne        | Pepelka Rodgersa in Hammersteina (CBS)                                                                       |
| 1961        | Tony                               | Najboljša igralka v muzikalu                                          | Ne        | Camelot |
| 1964        | Oskar                              | Najboljša glavna igralka                                              | Da        | Mary Poppins                                                                                                 |
| 1964        | Zlati globus                       | Najboljša igralka – Muzikal ali komedija                              | Da        | Mary Poppins                                                                                                 |
| 1964        | BAFTA Award                        | Najbolj obljubljajoč novinec                                          | Da        | Mary Poppins                                                                                                 |
| 1964        | Laurel Award                       | Glasbeni nastop, ženski                                               | Da        | Mary Poppins                                                                                                 |
| 1964        | Grammy                             | Najboljše delo za otroke                                              | Da        | Mary Poppins (album)                                                                                         |
| 1964 – 1965 | Emmy                               | Individualni dosežki v zabavni industriji (igralci in nastopajoči)    | Ne        | The Andy Williams Show                                                                                       |
| 1965        | Oskar                              | Najboljša glavna igralka                                              | Ne        | Moje pesmi, moje sanje                                                                                       |
| 1965        | Zlati globus                       | Najboljša igralka – Muzikal ali komedija                              | Da        | Moje pesmi, moje sanje                                                                                       |
| 1965        | BAFTA Award                        | Najboljša britanska igralka                                           | Ne        | Moje pesmi, moje sanje                                                                                       |
| 1965        | Laurel Award                       | Glasbeni nastop, ženski                                               | Da        | Moje pesmi, moje sanje                                                                                       |
| 1966        | BAFTA Award                        | Najboljša britanska igralka                                           | Ne        | Amerikanizacija Emily                                                                                        |
| 1967        | Zlati globus                       | Najboljša igralka – Muzikal ali komedija                              | Ne        | Povsem moderna Millie                                                                                        |
| 1967        | Zlati globus                       | Nagrada Henrietta – Favorit iz sveta filma – Ženski                   | Da        | |
| 1967        | Laurel Award                       | Ženski komični nastop                                                 | Da        | Povsem moderna Millie                                                                                        |
| 1967        | Laurel Award                       | Ženska zvezda                                                         | Da        | |
| 1968        | Zlati globus                       | Najboljša igralka – Muzikal ali komedija                              | Ne        | Star! |
| 1968        | Zlati globus                       | Nagrada Henrietta – Favorit iz sveta filma – Ženski                   | Da        | |
| 1970        | Zlati globus                       | Najboljša igralka – Muzikal ali komedija                              | Ne        | Vohunka Darling Lili                                                                                         |
| 1972        | Emmy                               | Izstopajoči samostojni program – Glasba – Popularna glasba            | Ne        | Julie and Carol at Lincoln Center                                                                            |
| 1973        | Zlati globus                       | Izstopajoča filmska igralka – Muzikal/komedija                        | Ne        | The Julie Andrews Hour                                                                                       |
| 1973        | Emmy                               | Izstopajoča glasbena serija                                           | Da        | The Julie Andrews Hour                                                                                       |
| 1979        | Zlati globus                       | Najboljša igralka – Muzikal ali komedija                              | Ne        | 10 |
| 1980 – 1981 | Emmy Award                         | Individualni dosežki pri otroškem programiranju (nastopajoči)         | Ne        | Povabilo Julie Andrews na ples z Rudolphom Nureyevjem (CBS-jev festival of živahne umetnosti za mlade ljudi) |
| 1982        | Oskar                              | Najboljša glavna igralka                                              | Ne        | Victor Victoria                                                                                              |
| 1982        | Zlati globus                       | Najboljša igralka – Muzikal ali komedija                              | Da        | Victor Victoria                                                                                              |
| 1983        | Hasty Pudding Theatricals Award    | Ženska leta                                                           | Da        | |
| 1983        | People's Choice Award              | Filmsko igranje                                                       | Da        | |
| 1986        | Zlati globus                       | Najboljša igralka – Musikal ali komedija                              | Ne        | To je življenje!                                                                                             |
| 1986        | Zlati globus                       | Najboljša igralka – Drama                                             | Ne        | Duet for One                                                                                                 |
| 1995        | Emmy                               | Izstopajoči individualni nastop v glasbeni oddaji                     | Ne        | The Sound of Julie Andrews                                                                                   |
| 1996        | Tony                               | Najboljša igralka v muzikalu                                          | Ne        | Victor/Victoria                                                                                              |
| 1996        | Grammy                             | Najboljši tradicionalni pop vokalni nastop                            | Ne        | Broadway: The Music Of Richard Rodgers                                                                       |
| 2001        | Kennedy Center Award               | Čast centra Kennedy Center                                            | Da        | |
| 2001        | Združenje pevcev                   | Nagrada za življenjsko delo Združenja pevcev                          | Da        | Življenjsko delo                                                                                             |
| 2001        | Donostia Award                     | Nagrada filmskega festivala San Sebastian International Film Festival | Da        | Življenjsko delo                                                                                             |
| 2004        | Emmy                               | Najboljša stranska igralka v miniseriji ali filmu                     | Ne        | Eloise in božič                                                                                              |
| 2005        | Emmy                               | Izstopajoča neznanstvena serija                                       | Da        | Broadway: Ameriški muzikal                                                                                   |
| 2006        | Screen Actors Guild Award          | Nagrada za življenjsko delo                                           | Da        | Življenjsko delo                                                                                             |
| 2009        | UCLA George and Ira Gershwin Award | Življenjski dosežki v glasbi                                          | Da        | Življenjski dosežki v glasbi                                                                                 |